# Escudo de Uganda
El escudo de armas de Uganda tiene en su centro un escudo de guerra y dos lanzas sobre un montículo verde.
El escudo en forma de lenteja, muy común en los países del sur y este de África, y las lanzas simbolizan la disposición del pueblo de Uganda a defender su país.   
En el escudo hay tres imágenes:  
- En la parte superior hay ondas de agua que representan al Lago Victoria y además al Lago Alberto.
- En el centro del escudo está el sol, fue tomado originalmente de la Compañía Imperial Británica de África Oriental, que inicialmente representaba la misión "civilizadora" del Reino Unido de Gran Bretaña e Irlanda en la nación, hoy día hace referencia al ecuador y la relación de Uganda con él.
- Un tambor tradicional, llamado Mujaguzo, usado en los bailes y para llamar el pueblo a las reuniones y ceremonias, está en la parte inferior del escudo, también es el símbolo del poder de los reyes ugandeses.[1]

El blasón está flanqueado a la derecha por una grulla coronada que es el ave nacional de Uganda.  A la izquierda está el Kob Ugandés (Adenota kob thomasi), una especie de Kob que aquí simboliza la fauna abundante. 
El montículo verde de la parte inferior simboliza la tierra fértil, y está sobre una representación del Río Nilo. Dos de las cosechas principales, café y algodón, flanquean el río, juntos representan la flora de la nación. En la parte inferior está el lema nacional: "For God and My Country" (Por Dios y mi Patria).